# حكمة عطير (تريم)
'

تعديل مصدري - تعديل

حكمة عطير هي إحدى قرى عزلة تريم بمديرية تريم التابعة لمحافظة حضرموت، بلغ تعداد سكانها 232 نسمة حسب تعداد اليمن لعام 2004.